# Асунсан-ду-Пиауи

Асунсан-ду-Пиауи на карте штата.

Асунсан-ду-Пиауи (порт. Assunção do Piauí) — муниципалитет в Бразилии, входит в штат Пиауи. Составная часть мезорегиона Северо-центральная часть штата Пиауи. Входит в экономико-статистический микрорегион Кампу-Майор. Население составляет 7503 человек на 2010 год. Занимает площадь 1690,703 км². Плотность населения — 4,44 чел./км².

## Демография
Согласно сведениям, собранным в ходе переписи 2010 г. Национальным институтом географии и статистики (IBGE), население муниципалитета составляет:
| Полное население                               | Полное население                               | Полное население                               | Полное население                               | 7503  |
| ---------------------------------------------- | ---------------------------------------------- | ---------------------------------------------- | ---------------------------------------------- | ----- |
| в том числе:                                   | Городское население                            | 3378                                           | Процент городского населения, %                | 45,02 |
|                                                | Сельское население                             | 4125                                           | Процент сельского населения, %                 | 54,98 |
|                                                | Мужское население                              | 3825                                           | Процент мужского населения, %                  | 50,98 |
|                                                | Женское население                              | 3678                                           | Процент женского населения, %                  | 49,02 |
| Плотность населения, чел/км²                   | Плотность населения, чел/км²                   | Плотность населения, чел/км²                   | Плотность населения, чел/км²                   | 4,44  |
| Население муниципалитета в % к населению штата | Население муниципалитета в % к населению штата | Население муниципалитета в % к населению штата | Население муниципалитета в % к населению штата | 0,24  |

По данным оценки 2016 года, население муниципалитета составляет 7686 жителей.

## Статистика
- Валовой внутренний продукт на 2003 год составляет 7 537 124,00 реалов (данные: Бразильский институт географии и статистики).
- Валовой внутренний продукт на душу населения на 2003 год составляет 1043,63 реалов (данные: Бразильский институт географии и статистики).
- Индекс развития человеческого потенциала на 2000 год составляет 0,563 (данные: Программа развития ООН).